# Худоеланская (станция)
Худоела́нская — станция Восточно-Сибирской железной дороги на Транссибирской магистрали (4726 километр). 
Расположена в Нижнеудинском районе Иркутской области в селе Худоеланское.

## История
Основана в 1899 году. В начале XX века была станцией V класса с водонапорной башней для заправки паровозов водой.
В советское время в селе Худоеланское организован леспромхоз.
Сегодня станция состоит из 5 путей, организованы места погрузки древесины в вагоны. В западной горловине отходит путь на нижний склад леспромхоза, в восточной находится ЭЧК. В 2010 году произведён ремонт вокзала.
На Худоеланской останавливаются пригородные поезда и поезд Иркутск — Усть-Илимск. Ранее останавливались также пассажирские поезда № 659/660 Иркутск — Тайшет и № 357/358 Иркутск — Абакан.

## Дальнее сообщение по станции
| № поезда | Маршрут движения      | № поезда | Маршрут движения      |
| -------- | --------------------- | -------- | --------------------- |
| 87       | Иркутск — Усть-Илимск | 88       | Усть-Илимск — Иркутск |

## Пригородное сообщение по станции
| № поезда | Маршрут движения    | № поезда | Маршрут движения    |
| -------- | ------------------- | -------- | ------------------- |
| 6405     | Тулун — Нижнеудинск | 6406     | Нижнеудинск — Тулун |
| 6407     | Тулун — Нижнеудинск | 6408     | Нижнеудинск — Тулун |